# Уэлсли, Ричард, маркиз Уэлсли
Ричард Колли Уэлсли, 1-й маркиз Уэлсли, лорд Морнингтон (20 июня 1760 — 26 сентября 1842) — британский государственный деятель. Старший брат герцога Веллингтона.

## Биография
Ричард Колли родился 20 июня 1760 года графстве Мит (провинция Ленстер). Старший сын лорда Гаррета Уэлсли, 1-го графа Морнингтона и Анны, старшей дочери Артура Хилл-Тревора, виконта Данганнон. Его семья принадлежала к старой англо-ирландской протестантской аристократии.
В 1781 году, после смерти отца, стал 2-м графом Морнингтоном. Назначенный в 1797 году генерал-губернатором британских владений в Индии, он начал упорную борьбу с майсорским правителем Типу Султаном; в 1799 году взял приступом его столицу Серингапатам. В том же году эти победы ему был пожалован титул маркиза Уэлсли (пэрство Ирландии) и право включить в свой герб знамя Типу Султана. Затем новоиспечённый маркиз обратился против маратхов, завоевал земли между реками Гангом и Джамной, принудил к покорности Синд и раджу Берара (1803 год). В 1805 году был обвинён в расхищении казны и отозван.
В 1809 году был послом в Испании, а в 1810 году — министром иностранных дел, причем повсюду противодействовал французскому влиянию.
В 1822 году был назначен лордом-наместником Ирландии, постоянно защищал католиков против оранжистов и много способствовал эмансипации первых.

## Семья и дети

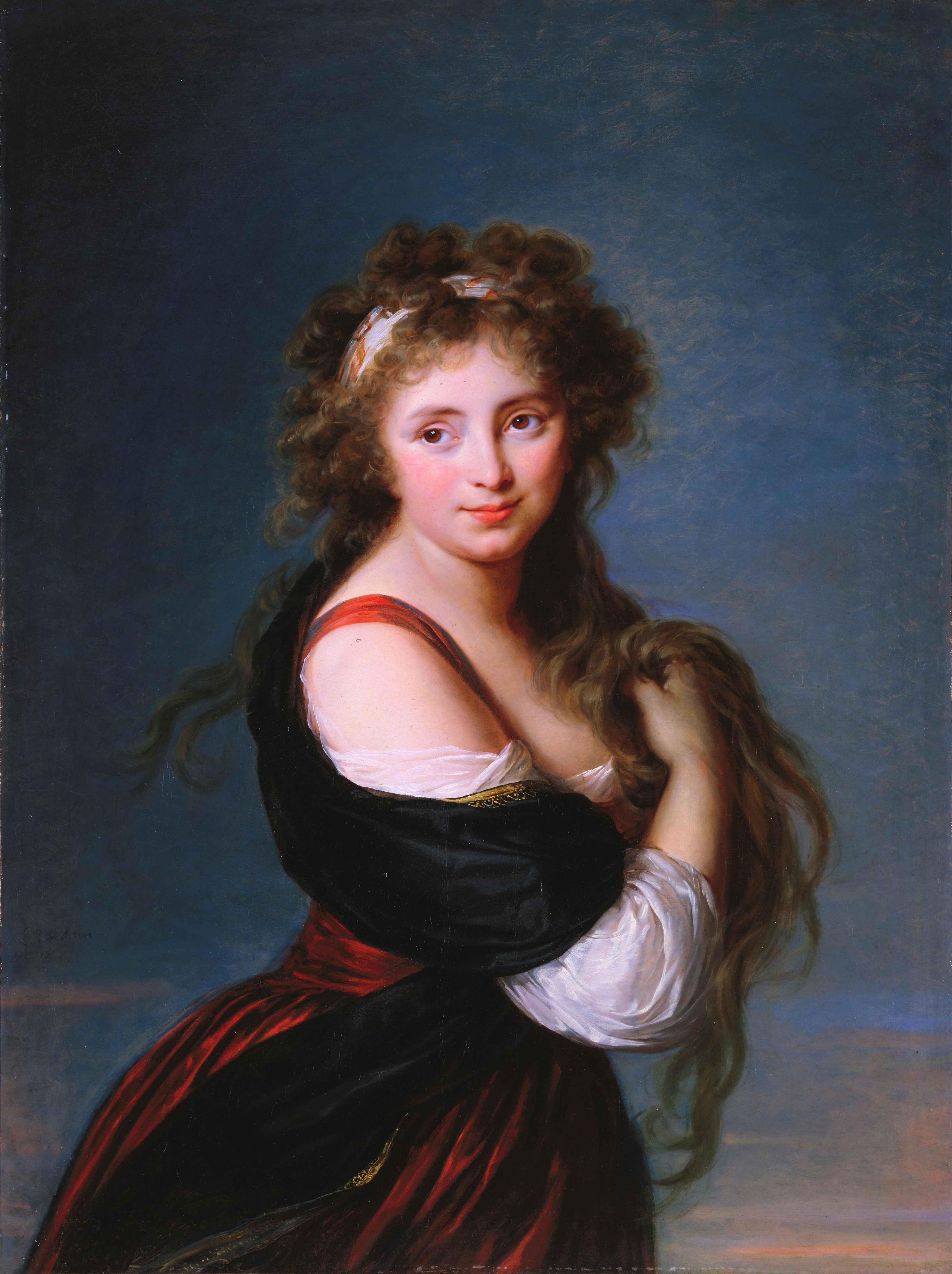
Портрет Гиацинт Габриэль Роланд, написанный Елизаветой Виже-Лебрён в 1791 году

Уэлсли прожил много лет с актрисой из Пале-Рояль Гиацинтой Габриэль Роланд (1766—1816). У них было 3 сына и 2 дочери, которые родились до их свадьбы, состоявшейся 29 ноября 1794 года.
Их дети:
- Ричард Уэлсли (1787—1831), член парламента.
- Анна Уэлсли[англ.] (1788—1875) замужем:
1-й муж: сэр Уильям Эбди, 7-й баронет;
2-й муж: лорд Чарльз Бентинк, подполковник, сын бывшего премьер-министра Великобритании Уильяма Кавендиш-Бентинка, 3-го герцога Портлендского.
- Гиацинта Мэри Уэлсли (1789—1849), замужем за Эдвардом Литлтоном, 1-м бароном Хазертоном.
- Гарольд Уэлсли (1792—1833), служащий Восточной индийской компании. Жил в Индауре.
- Генри Уэлсли (1794—1866).

29 октября 1825 года Ричард Колли женился на Марианне Катон, внучке Чарльза Кэрролла Карроллтона, участвовавшего в подписании Декларации независимости США, вдове Паттерсона, чья сестра, Элизабет, была первой женой Жерома Бонапарта. Детей у них не было.
Через свою дочь Анну Бентинк Уэлсли является прапрапрапрадедом короля Карла III:
- Ричард Колли, 1-й маркиз Уэлсли, лорд Морнингтон
  - Анна Уэлсли
    - Чарльз Вильям Фредерик Кавендиш-Бентинк
      - Сесилия Нина Кавендиш-Бентинк
        - Елизавета Боуз-Лайон
          - Елизавета II
            - Карл III